# Nikita Porszniew
Nikita Dmitrijewicz Porszniew (rus. Никита Дмитриевич Поршнев; ur. 5 marca 1996 w Saratowie) – rosyjski biathlonista, brązowy medalista mistrzostw świata.

## Kariera
Po raz pierwszy na arenie międzynarodowej pojawił się w 2015 roku, startując na mistrzostwach świata juniorów w Raubiczy. Zdobył tam złoty medal w sztafecie, a w sprincie był czwarty. Złote medale w sztafecie zdobył też podczas mistrzostw świata juniorów w Cheile Grădiştei (2016) i mistrzostw świata juniorów w Osrblie (2017). Ponadto w 2016 roku zdobył też srebrny medal w biegu pościgowym.
W Pucharze Świata zadebiutował 13 marca 2019 roku w Östersund, zajmując 36. miejsce w biegu indywidualnym. Tym samym już w debiucie zdobył pierwsze pucharowe punkty. Nigdy nie stanął na podium indywidualnych zawodów tego cyklu, jednak 16 marca 2019 roku w Östersund wraz z kolegami zajął trzecie miejsce w sztafecie.
Podczas mistrzostw świata w Östersund w 2019 roku wspólnie z Matwiejem Jelisiejewem, Dmitrijem Małyszko i Aleksandrem Łoginowem zdobył brązowy medal w sztafecie. W swoim jedynym indywidualnym starcie zajął 36. miejsce w biegu indywidualnym.

## Osiągnięcia

### Mistrzostwa świata
| Rok  | Miejscowość | Konkurencje | Konkurencje | Konkurencje | Konkurencje | Konkurencje | Konkurencje | Konkurencje |
| Rok  | Miejscowość | IN          | SP          | PU          | MS          | RL          | MR          | SR          |
| ---- | ----------- | ----------- | ----------- | ----------- | ----------- | ----------- | ----------- | ----------- |
| 2019 | Östersund   | 36.         | –           | –           | –           | 3.          | –           | –           |

### Mistrzostwa Europy
| Rok  | Miejscowość | Konkurencje | Konkurencje | Konkurencje | Konkurencje | Konkurencje | Konkurencje | Konkurencje |
| Rok  | Miejscowość | IN          | SP          | PU          | MS          | RL          | MR          | SR          |
| ---- | ----------- | ----------- | ----------- | ----------- | ----------- | ----------- | ----------- | ----------- |
| 2019 | Mińsk       | 58.         | 39.         | 12.         | –           | –           | –           | –           |

### Mistrzostwa świata juniorów
| Rok  | Miejscowość      | Konkurencje | Konkurencje | Konkurencje | Konkurencje | Konkurencje | Konkurencje | Konkurencje |
| Rok  | Miejscowość      | IN          | SP          | PU          | MS          | RL          | MR          | SR          |
| ---- | ---------------- | ----------- | ----------- | ----------- | ----------- | ----------- | ----------- | ----------- |
| 2015 | Raubiczy         | 29.         | 4.          | 10.         | nd.         | 1.          | nd.         | nd.         |
| 2016 | Cheile Grădiştei | –           | 12.         | 2.          | nd.         | 1.          | nd.         | nd.         |
| 2017 | Osrblie          | –           | 7.          | 7.          | nd.         | 1.          | nd.         | nd.         |

### Puchar Świata

#### Miejsca w klasyfikacji generalnej
| Sezon     | Miejsce |
| --------- | ------- |
| 2018/2019 | 96.     |
| 2019/2020 | 39.     |

#### Miejsca  na podium
(drużynowo)
| Lp. | Dzień    | Rok  | Miejscowość | Konkurencja         | Lokata | Pudła | Czas biegu | Strata   | Zwycięzca |
| --- | -------- | ---- | ----------- | ------------------- | ------ | ----- | ---------- | -------- | --------- |
| 1.  | 16 marca | 2019 | Östersund   | Sztafeta 4 × 7,5 km | 3.     | 0+7   | 1:13:07,8  | + 1:04,1 | Norwegia  |